# 达莉拉·阿卜杜勒卡迪尔
达莉拉·阿卜杜勒卡迪尔·戈萨（阿拉伯语：دليلة عبد القادر غوسا，1998年6月27日—）是一名巴林女子田径运动员，主攻中长跑。她在2014年参加南京青奥，以4分18秒36的成绩获得女子1500公尺铜牌。她也曾同样获得2016年里约奥运的参赛资格，但在自己唯一的参赛项目女子5000公尺上并未能上场参赛。